# مجموعه تاریخی ماهابالی پورام
مجموعه تاریخی ماهابالی پورام، مجموعه ای از آثار مذهبی قرن هفتم و هشتم میلادی در شهر ساحلی ماهابالی پورام، تامیل نادو، هند و میراث جهانی یونسکو که
در ساحل کوروماندل خلیج بنگال، حدود ۶۰ کیلومتر (۳۷ مایل) جنوب چنای واقع است.
این سایت دارای ۴۰۰ بنای باستانی و معابد مذهبی تامیل است از جمله یکی از بزرگترین نقش برجسته‌های سنگی در فضای باز در جهان: Descent of the Ganges یا شبه جزیره آرژونا.
این گروه شامل چندین دسته از بناهای تاریخی است: معابد روتا با ارابه‌های یکپارچه، بین ۶۳۰ و ۶۶۸ ساخته شده‌است. معابد غار با روایاتی از کتیبه‌های مهاباراتا و شیواپرستی، شاکتی‌پرستی و ویشنوپرستی در تعدادی از زبان‌ها و یادداشت‌های هندی؛ نقش‌برجستههای صخره ای معابد سنگی که بین سالهای ۶۹۵ تا ۷۲۲ ساخته شده و کاوش‌های باستان‌شناسی مربوط به قرن ششم و قبل از آن می‌شود.
این بناها در زمان دودمان پالاوا ساخته شده‌اند.
در بسیاری از انتشارات دوره استعماری معروف به هفت پاگوداس، در ادبیات معاصر نیز از معابد ممالاپورام یا معابد مهابالی پورام نامیده می‌شوند. این مکان که پس از سال ۱۹۶۰ احیا شده‌است توسط سازمان باستان‌شناسی هند اداره می‌شود.

## موقعیت مکانی و نامگذاری
معابد ماهابالی پورام در ایالت جنوب شرقی هند تامیل نادو، حدود ۶۰ کیلومتر (۳۷ مایل) جنوب غربی چنای در ساحل کوروماندل قرار دارد. این بناها توسط جاده‌های تقسیم شده از ساحل شرقی و راجیو گاندی سالای (بزرگراه‌های دولتی ۴۹ و 49A) قابل دسترسی هستند. نزدیکترین فرودگاه در چنای (کد فرودگاه MAA) است. این شهر از طریق شبکه ریلی به بقیه هند وصل شده‌است.

## تاریخ

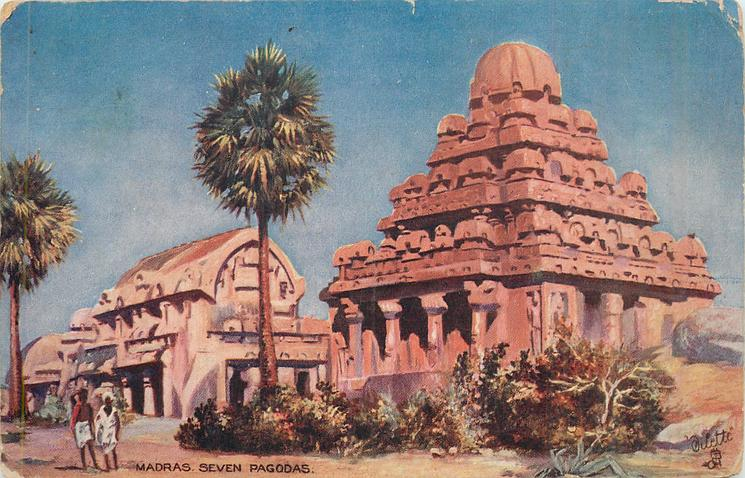
کارت پستال تبلیغاتی در سال ۱۹۱۱ بخشی از هفت پاگوداس

این مجموعه در قرن هفتم و هشتم توسط پادشاهان پالایا بنا شده‌اند، این آثار روی صخره‌های واقع در امتداد سواحل کوروماندل تراشیده و کنده کاری شده‌اند. این آثار در سال ۱۹۸۴ در میراث جهانی یونسکو ثبت گردید.
اگرچه تاریخ باستانی ماهابالی پورام نامشخص است، اما شواهد اعدادی و اپیگرافیک و معابد آن حاکی از آن است که قبل از ساخته شدن بناهای تاریخی مکان قابل توجهی بوده‌است. گمانه زنی می‌شود که این بندر سوپاتما است که در حاشیه قرن اول از دریای اریتره یا بندر بطلمیوس ملانژ در جغرافیای قرن دوم خود ذکر شده‌است. یکی دیگر از نظریه معتقد است که بندر نیرپیارو در پرومپاناروپادا از قرون اولیه دوران ذکر گردد ممکن است ماهابالی پورام یاا کانچیپورام باشد.

## نفوذ
معماری معابد سنگی بریده شده، به ویژه راتاها، الگویی برای معابد جنوبی هند شد. ویژگی‌های معماری، به ویژه مجسمه‌ها، به‌طور گسترده در معابد جنوبی هند، کامبوج، آنامزی و جاوه تأثیر گذار بوده‌است.